# Bandicoot

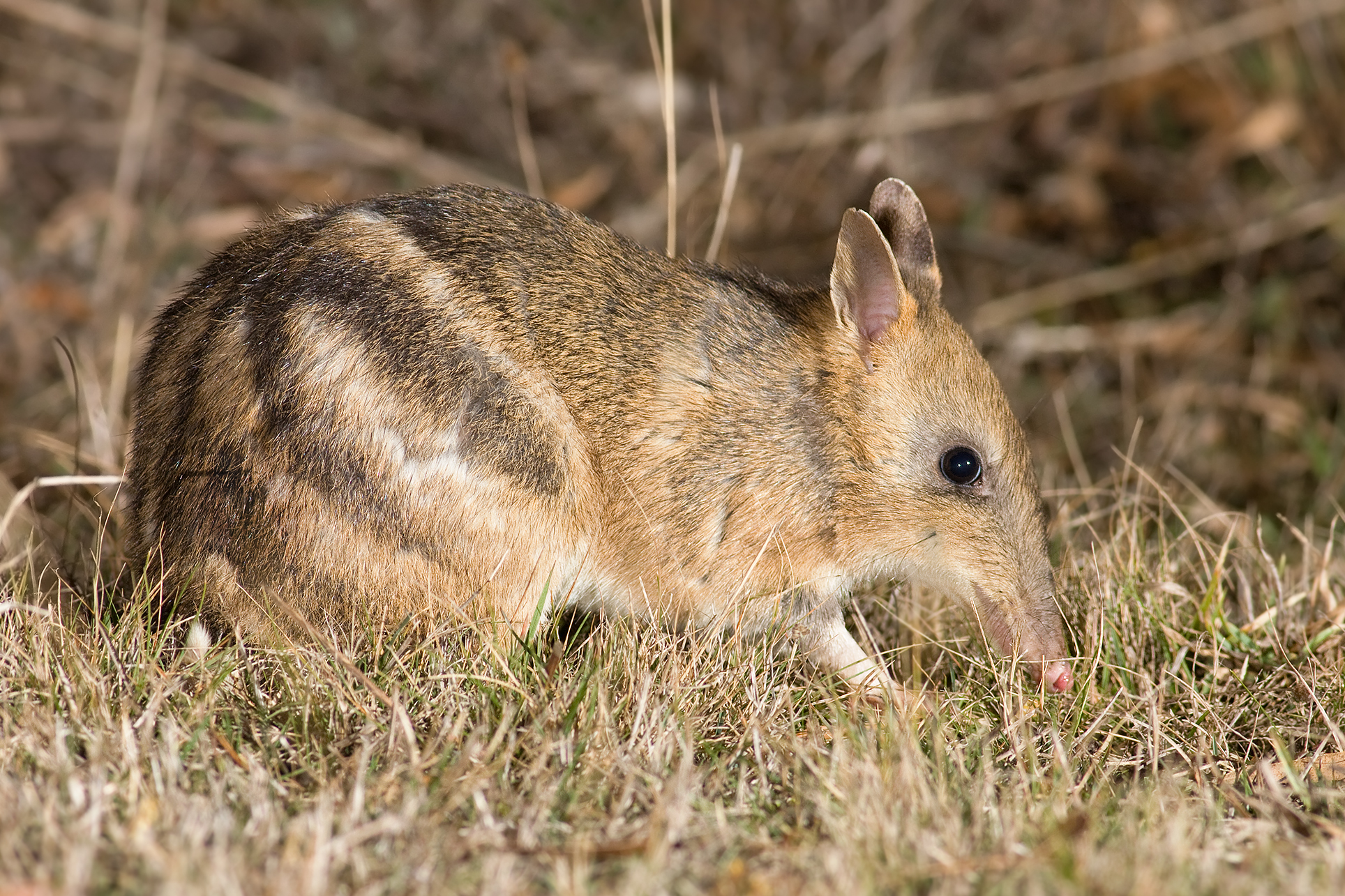
Một con Bandicoot (Perameles gunnii)

Bandicoot là một nhóm gồm khoảng 20 loài động vật ăn thịt có kích thước dao động từ cỡ nhỏ đến cỡ vừa trong bộ thú có túi Peramelemorphia. Đây là các loài đặc hữu của Úc và New Guinea. Bandicoot là các động vật thành viên của bộ thú có túi Peramelemorphia và từ "bandicoot" thường được sử dụng một cách không chính thức để nói đến bất kỳ loài Peramelemorph như Bilby (chuột đất). Thuật ngữ này ban đầu đề cập đến con chuột túi ở Ấn Độ dù không liên quan là Bandicota (tiếng Telugu "pandi kokku").

## Phân loại
- Bộ Peramelemorphia
  - Siêu họ Perameloidea[1]
    - Không phân họ
      -         - Chi †Galadi: 4 loài[2][3]
        - Chi †Bulungu: 3 loài[4][5]
        - Chi †Madju: 2 loài[6]

    - Họ Thylacomyidae
      -         - Chi Macrotis (chuột đất/Billby): 2 loài
        - Chi †Ischnodon: 1 loài[7]
        - Genus †Liyamayi): 1 loài đã tuyệt chủng[8]

    - Họ †Chaeropodidae: 
      -         - Chi †Chaeropus: 1 loài

    - Họ Peramelidae
      - Phân họ Peramelinae
        - Chi Isoodon:
        - Chi Perameles:

      - Phân họ Peroryctinae
        - Chi Peroryctes:

      - Phân họ Echymiperinae
        - Chi Echymipera:
        - Chi Microperoryctes:
        - Chi Rhynchomeles

  - Phân họ †Yaraloidea
    - Họ †Yaralidae
      - Chi †Yarala: 2 loài